# مانويل مانزو
مانويل مانزو (بالإسبانية: Manuel Manzo)‏ هو لاعب كرة قدم مكسيكي في مركز الوسط، ولد في 10 فبراير 1952 في المكسيك. شارك مع منتخب المكسيك لكرة القدم. أما مع النوادي، فقد لعب مع تيغريس أونال وكلوب ليون ونادي أتلانتي ونادي أونيفرسيداد ناسيونال ونادي غوادالاخارا ونادي نيكاكسا.

## وصلات خارجية
- مانويل مانزو على موقع الاتحاد الدولي (مؤرشف)  (الإنجليزية)
- مانويل مانزو على موقع قاعدة بيانات كرة القدم.إي يو (الإنجليزية)
- مانويل مانزو على موقع ناشيونال فوتبول تيمز (الإنجليزية)
- مانويل مانزو على موقع أوليمبيديا (الإنجليزية)